# Saint-Cergue
Saint-Cergue es una comuna suiza del cantón de Vaud, situada en el distrito de Nyon. Limita al norte con la comuna de Arzier, al este con Givrins y Trélex, al sur con Gingins, y al oeste con Prémanon (FR-39) y Les Rousses (FR-39).

Bois De Couvaloup De St Cergue

La comuna hizo parte hasta el 31 de diciembre de 2007 del círculo de Gingis.